# Isomyia flavicornis
Isomyia flavicornis är en tvåvingeart som beskrevs av James 1966. Isomyia flavicornis ingår i släktet Isomyia och familjen Rhiniidae. Inga underarter finns listade i Catalogue of Life.